# Digital Video Broadcasting
Il Digital Video Broadcasting (DVB), in italiano Diffusione Video Digitale, rappresenta un insieme di standard aperti ed accettati a livello internazionale, concepiti per lo sviluppo e la diffusione della televisione digitale. Attualmente essi sono mantenuti dal DVB Project, un consorzio industriale con più di 270 membri, e vengono pubblicati da un Comitato Tecnico Congiunto (Joint Technical Committee, JTC) dell'Istituto Europeo per gli Standard di Telecomunicazioni (European Telecommunications Standards Institute, ETSI), del Comitato Europeo per la Standardizzazione Elettrotecnica (European Committee for Electrotechnical Standardization, CENELEC) e dell'Unione Europea per la Radiodiffusione (European Broadcasting Union, EBU). Questi standard possono essere scaricati gratuitamente dal sito ETSI previa registrazione libera.

## Trasmissione
Il sistema DVB ha prodotto alcuni standard per ciascun mezzo trasmissivo (terrestre, satellite, via cavo) usato dalla TV analogica. In particolare, si possono annoverare i seguenti: 
- DVB-S (la "S" sta per "Satellite"): per ricevere i segnali video è necessario collegare il televisore ad un ricevitore satellitare collegato ad un'antenna parabolica, che riceve i segnali direttamente dai satelliti posti in orbita geostazionaria;
- DVB-C (la "C" per "Cable"-"Cavo"): il segnale è ricevuto grazie ad un cavo coassiale;
- DVB-T (la "T" sta per "Terrestrial"-"Terrestre"): il segnale video è ricevuto attraverso le normali antenne televisive;
- DVB-H (la "H" sta per "Handheld"-"Portatile"): è lo standard del consorzio europeo DVB per una modalità di radiodiffusione terrestre studiata per trasmettere programmi TV, radio e contenuti multimediali ai dispositivi handheld, come i più comuni smartphone e i palmari PDA. Si tratta di uno standard derivato dal DVB-T e funziona combinando gli standard del video digitale con l'Internet Protocol in modo da suddividere i contenuti in pacchetti di dati da trasferire sul cellulare e leggibili da parte dell'utente.
- DVB-I (la "I" sta per "Internet"): per trasmettere la televisione lineare su Internet in maniera tale che sia facile da usare e solida quanto un'esperienza televisiva tradizionale.